# Otto Wilhelm von Struve
Otto Wilhelm von Struve, född 7 maj 1819 i Dorpat, död 14 april 1905 i Karlsruhe, var en rysk astronom. Han var son till Friedrich Georg Wilhelm von Struve, far till Hermann och Ludwig von Struve samt farfar till Georg och Otto von Struve. 
Struve var från 1837 faderns medhjälpare och 1862–1890 dennes efterträdare som direktor för Pulkovo-observatoriet. Struve upptäckte 500 nya dubbelstjärnsystem samt lämnade genom sina över en tidrymd av 40 år utsträckta observationsarbeten ett rikt material för studiet av dessa himlakroppar. Han gav vidare en noggrannare bestämning av precessionskonstanten samt fastställde parallaxen för flera fixstjärnor och beloppet av vårt solsystems framåtgående rörelse i världsrymden. 
Som direktor för Pulkovo-observatoriet förstod Struve inte bara att hålla det uppe på samma nivå som under fadern, utan även utvidga och fullkomna det samt uppdriva dess vetenskapliga verksamhet till den höjd, att detta observatorium under långa tider intog första platsen bland alla världens astronomiska observatorier. Som rådgivande astronom i kejserliga generalstaben och marinen inlade han förtjänster även om geografisk-geodetiska arbeten i Ryssland. 
Struve tilldelades Royal Astronomical Societys guldmedalj 1850. Han var ledamot av Rysslands Vetenskapsakademi 1852–1889, av American Academy of Arts and Sciences från 1864, av Preussiska vetenskapsakademien från 1868, av Nederländska vetenskapsakademien från 1874 av svenska Vetenskapsakademien från 1875 och av danska Videnskabernes Selskab från 1876. År 1867 blev han president i Astronomische Gesellschaft.

## Eftermäle
Asteroiden 768 Struveana är uppkallad efter honom och Hermann von Struve och Friedrich Georg Wilhelm von Struve.
Även nedslagskratern Struve på månen är uppkallad efter honom.